# Gers (departement)

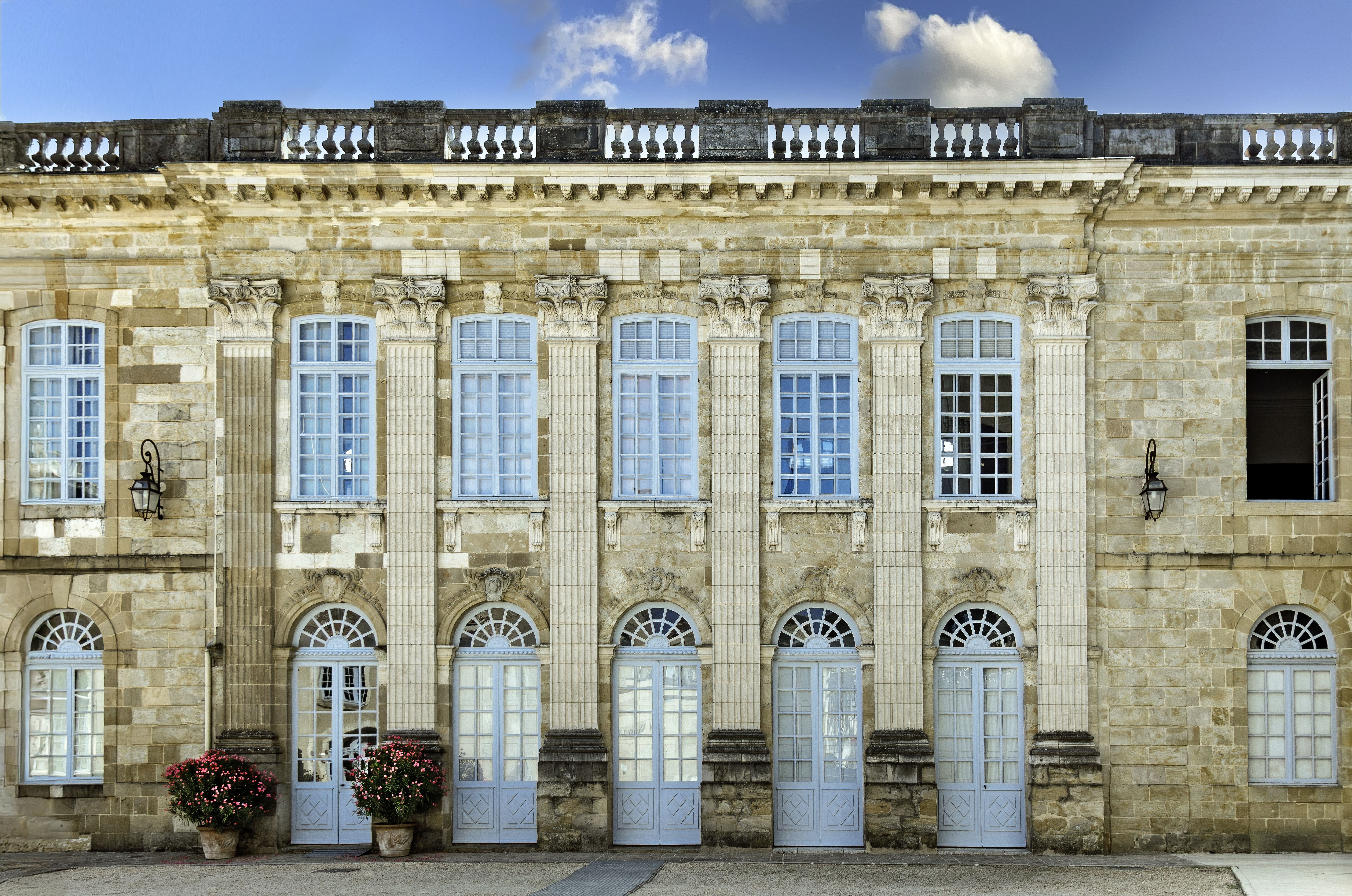
Het bestuursgebouw in Auch

Gers (Occitaans: Gers of Gerç) is een Frans departement, gelegen in het zuidwesten van Frankrijk. De prefectuur is Auch.

## Geografie

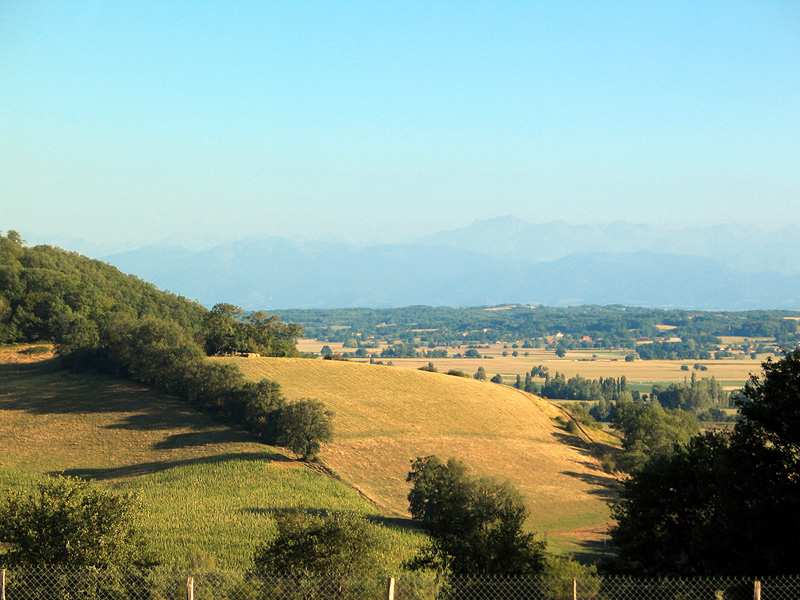
Zomer in de Gers. Op de achtergrond de Pyreneeën.

Gers wordt vaak genoemd als een van de dunst bevolkte en meest landelijke gebieden van West-Europa. Net als de Hautes-Pyrénées en de Lot-et-Garonne wordt Gers doorkruist door de rivier de Gers. De rivier de Gimone loopt ook door Gers.
In Gers liggen drie arrondissementen, te weten Auch, Condom en Mirande. Deze omvatten 31 kantons en 463 gemeenten.
Gers wordt omringd door de departementen Hautes-Pyrénées, Haute-Garonne, Tarn-et-Garonne, Lot-et-Garonne, Landes en Pyrénées-Atlantiques. Het departement behoort tot de regio Occitanie.

### Klimaat
De jaarlijkse neerslag varieert van meer dan 900 mm in het zuidwesten van het departement, tot minder dan 700 mm in het noordoosten (Auch, Condom en Lectoure).
De zomers zijn zeer warm en droog, de temperaturen overschrijden vaak de 35°. De winters variëren, vaak met vorst, maar het klimaat blijft toch zacht en droog. Het departement registreert de meeste zonnige dagen van Frankrijk. Auch is met Toulouse en Millau een van de warmste steden van Frankrijk, met vaak meer dan 300 zonnige dagen in het jaar.

## Demografie
De inwoners van Gers worden Gersois genoemd.

### Demografische evolutie sinds 1962
| Naam       | Index 1962 | Index 1968 | Index 1975 | Index 1982 | Index 1990 | Index 1999 | Index 2008 | Index 2019 |
| ---------- | ---------- | ---------- | ---------- | ---------- | ---------- | ---------- | ---------- | ---------- |
| Gers       | 100,0      | 99,6       | 96,2       | 95,6       | 95,8       | 94,6       | 101,6      | 105,5      |
| Frankrijk* | 100,0      | 107,1      | 113,3      | 117,0      | 121,9      | 126,0      | 133,8      | 140,1      |

| Naam       | Inw./Km² 1962 | Inw./km² 1968 | Inw./km² 1975 | Inw./km² 1982 | Inw./km² 1990 | Inw./km² 1999 | Inw./km² 2008 | Inw./km² 2019 |
| ---------- | ------------- | ------------- | ------------- | ------------- | ------------- | ------------- | ------------- | ------------- |
| Gers       | 29,1          | 29,0          | 28,0          | 27,8          | 27,9          | 27,5          | 29,6          | 30,6          |
| Frankrijk* | 84,2          | 90,1          | 95,4          | 98,5          | 102,7         | 106,1         | 112,7         | 119,7         |

Frankrijk* = exclusief overzeese gebieden
Bron: Recensement Populaire INSEE - 1962 tot 1999 population sans doubles comptes, nadien Population Municipale
Op 1 januari 2022 had Gers 192.649 inwoners.

### De 10 grootste gemeenten in het departement
| Nr. | Gemeente        | Aantal inwoners (2022) |
| --- | --------------- | ---------------------- |
| 1   | Auch            | 22.825                 |
| 2   | L'Isle-Jourdain | 9.499                  |
| 3   | Condom          | 6.454                  |
| 4   | Fleurance       | 6.130                  |
| 5   | Eauze           | 4.060                  |
| 6   | Lectoure        | 3.685                  |
| 7   | Vic-Fezensac    | 3.578                  |
| 8   | Mirande         | 3.442                  |
| 9   | Gimont          | 3.110                  |
| 10  | Pavie           | 2.540                  |

## Geschiedenis
Het departement was een van de 83 departementen die werden gecreëerd tijdens de Franse Revolutie, op 4 maart 1790 door uitvoering van de wet van 22 december 1789, uitgaande van een deel van de provincie Guyenne-et-Gascogne.

## Cultuur
De Gers heeft ook een eigen dialect, het Gascons is een occitaans dialect. Het wordt echter nog maar weinig gesproken.
Een van de beroemdste Gersois aller tijden is waarschijnlijk Charles de Batz de Castelmore, beter bekend als D'Artagnan. Hij was naast Athos, Aramis en Porthos de vierde van De drie musketiers uit het verhaal van Alexandre Dumas. Een andere beroemde zoon van Gers en die ook is bijgezet in het Panthéon in Parijs, is Jean Lannes, die het onder Napoleon bracht tot maarschalk van Frankrijk.

## Economie

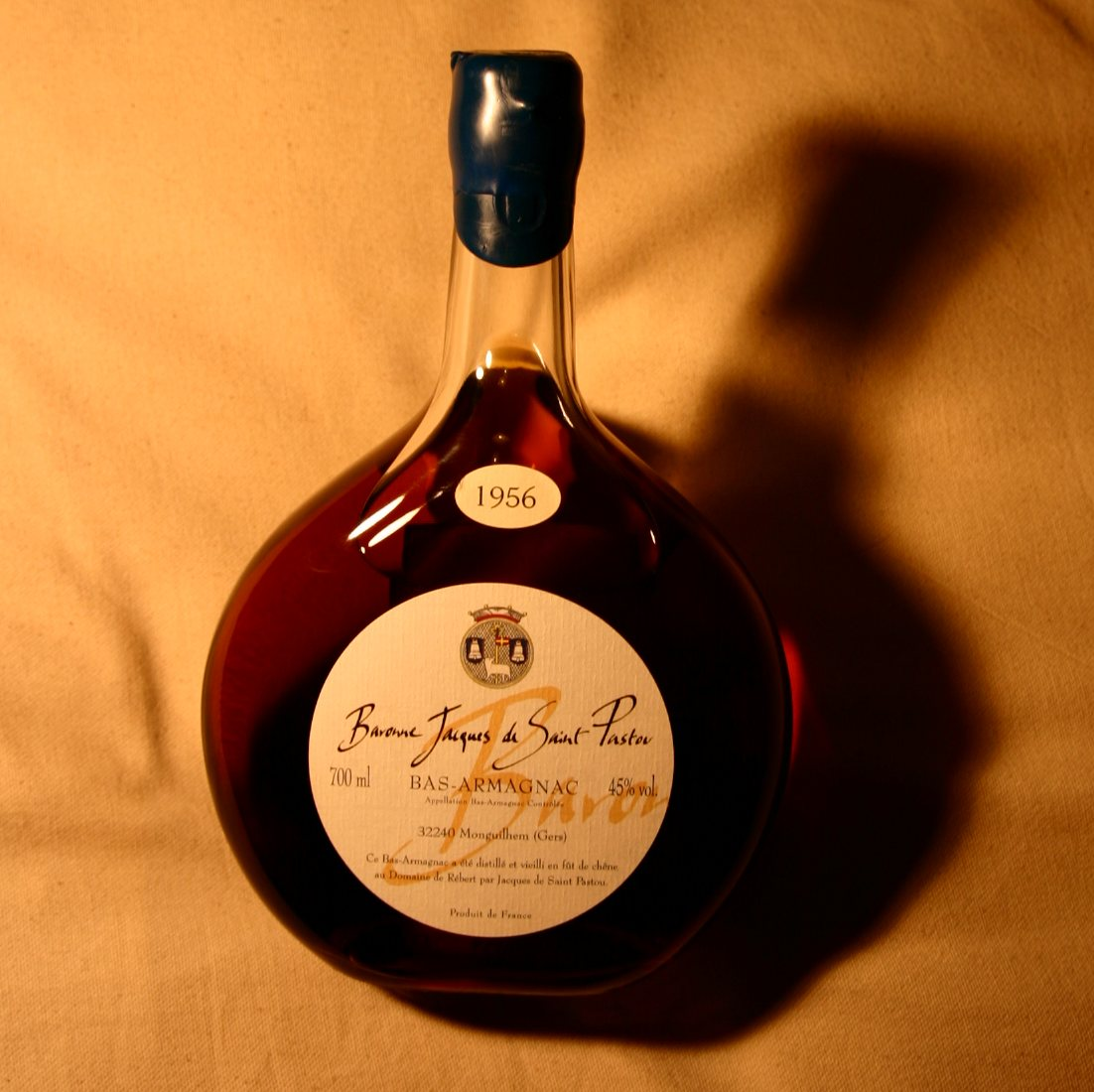
Een fles Armagnac

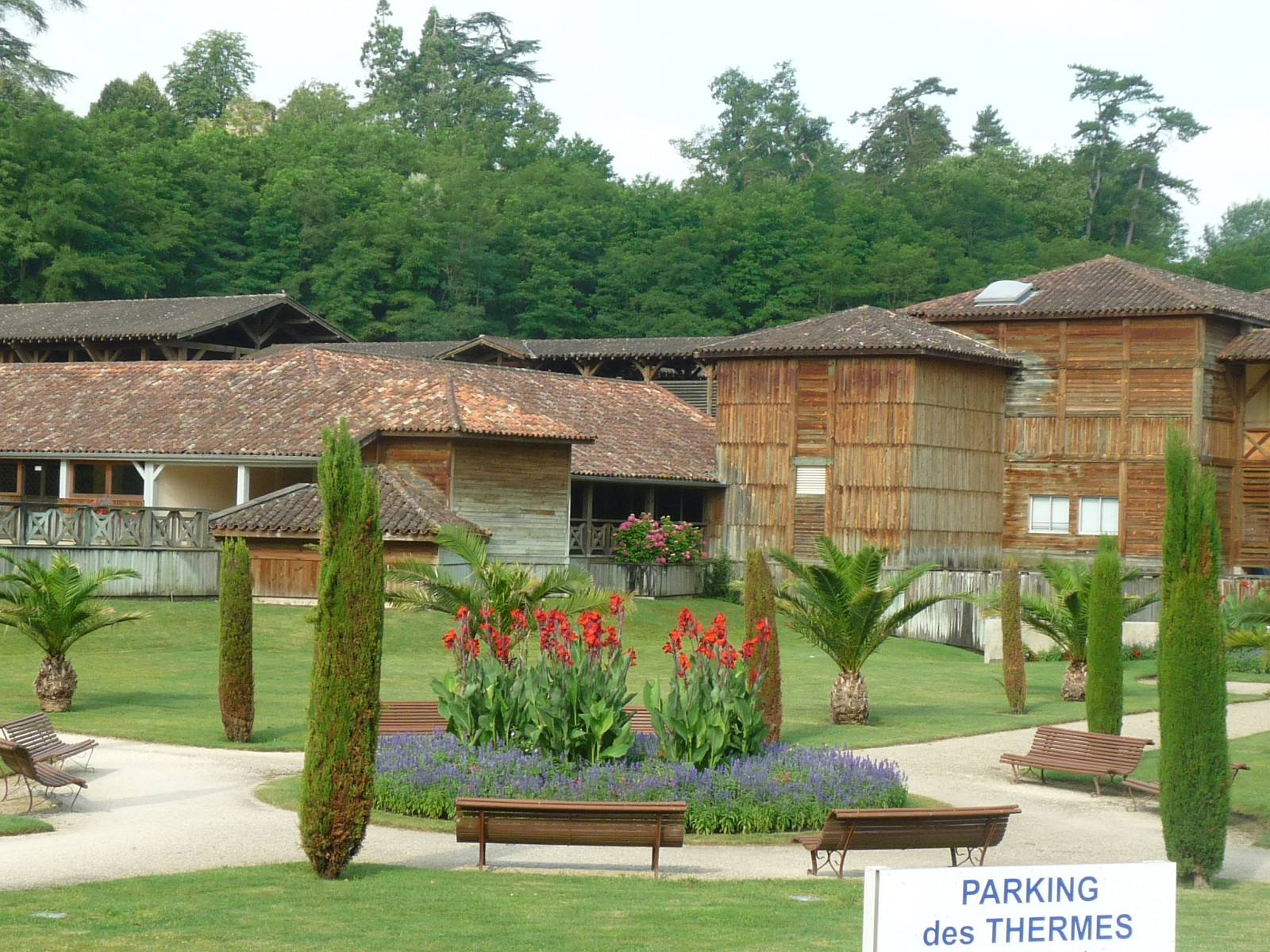
De baden van Barbothan

De economie rust nog voor een grootdeel op land- en wijnbouw, met grote nadruk op de plaatselijke gastronomische specialiteiten zoals de lokale eau de vie de Armagnacbrandewijn uit de Armagnacstreek , de Côtes de Gascogne, de Floc de Gascogne, de foie gras en wilde paddenstoelen.
Andere veel verbouwde gewassen zijn maïs, graan, koolzaad en zonnebloemen.

### Toerisme
Door zijn geneeskrachtige baden is Barbothan-les-Thermes in de Gers de gemeente met het grootste aantal tweede woningen.
Volgens recente gegevens vertegenwoordigt het toerisme per jaar:
- 610 000 toeristen,
- 5.900.000 nachten,
- 22.100 commerciële bedden,
- 2 400 betaalde arbeidsplaatsen,
- de toeristen vertegenwoordigen het equivalent van 17.100 permanente bewoners,
- hun geschatte uitgaven bedragen 141 miljoen euro.

## Afbeeldingen

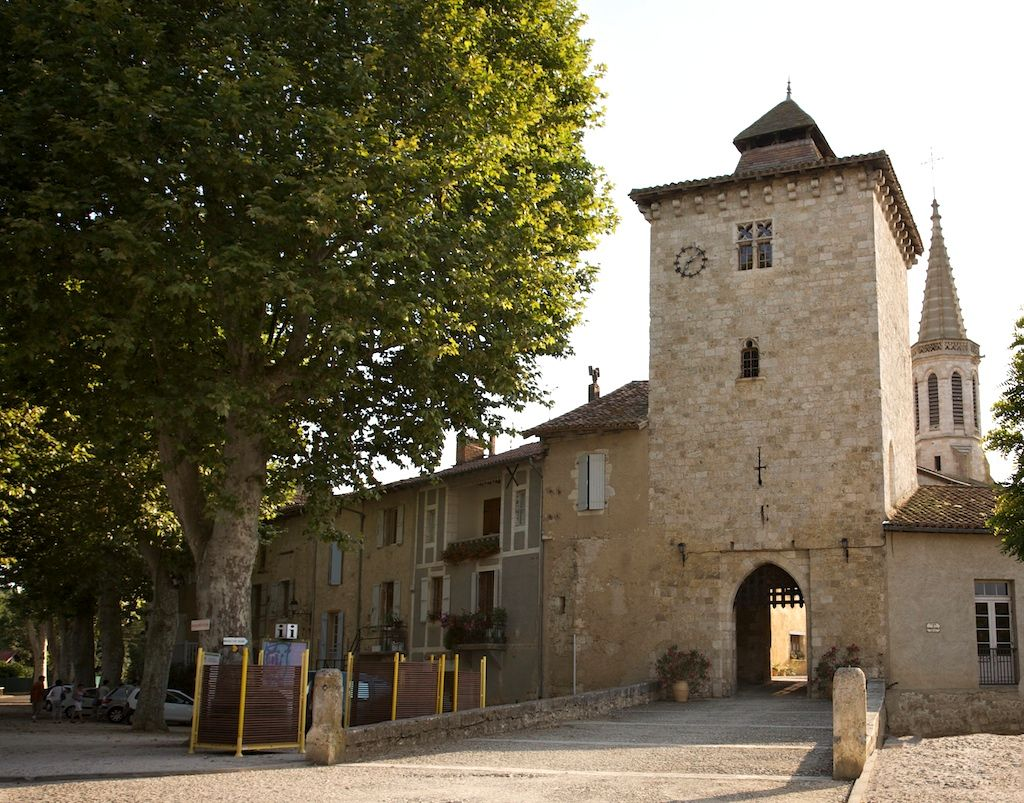
Sarrant
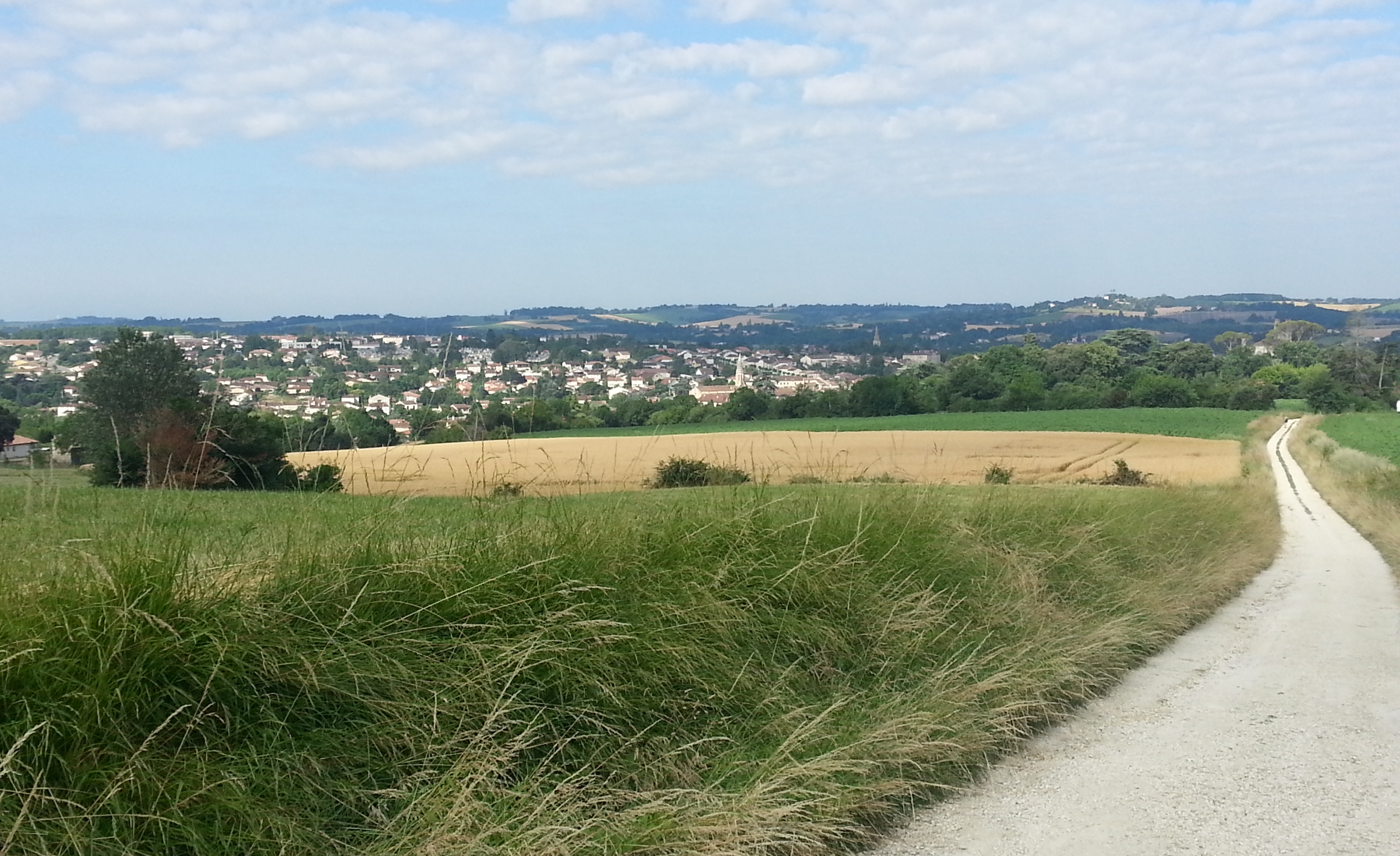
Gezicht op Condom vanaf de GR655
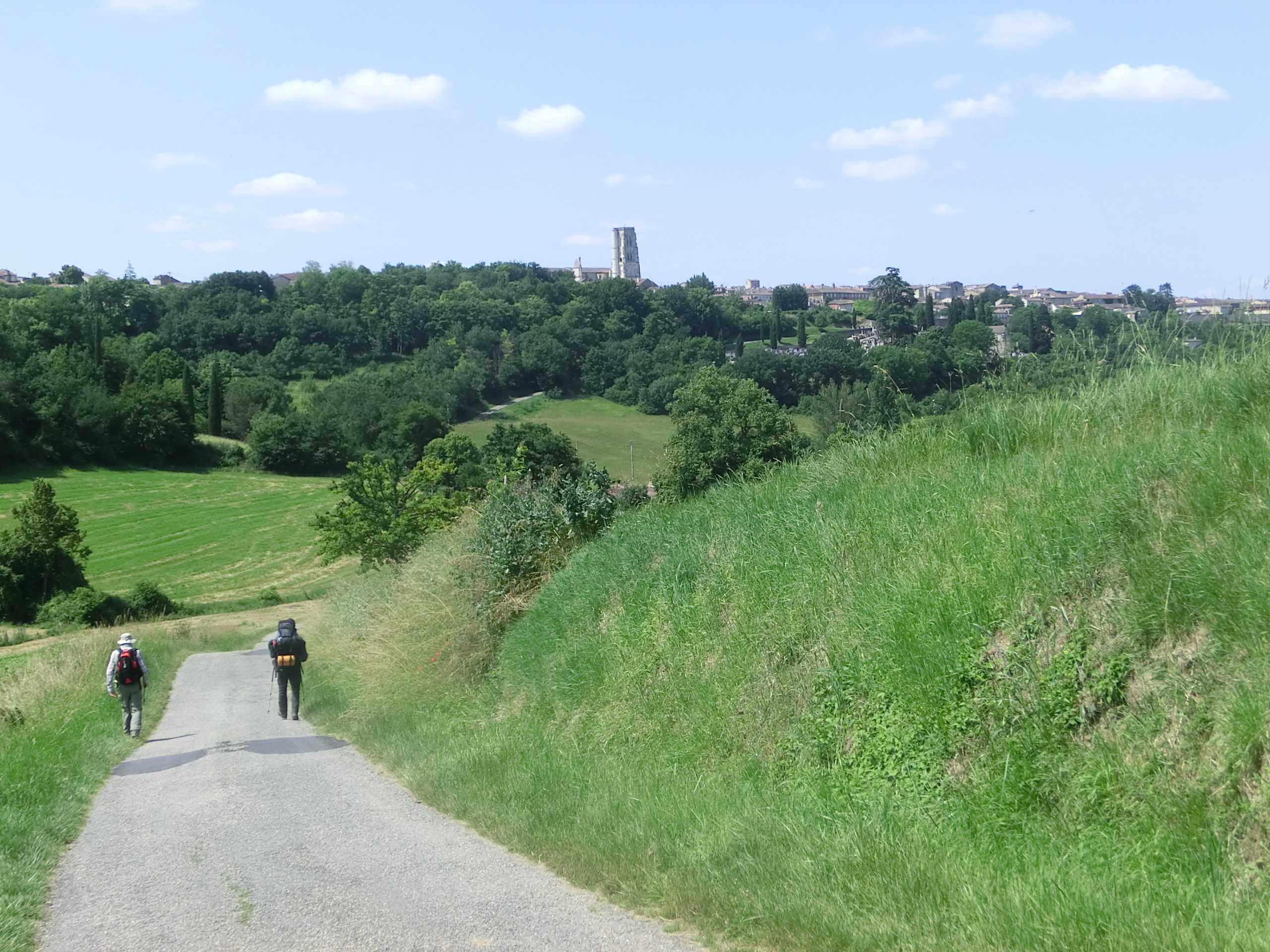
Lectoure aan de Pelgrimsroute naar Santiago de Compostella